# Joan Osborne
Joan Elizabeth Osborne (Louisville, 8 luglio 1962) è una cantautrice statunitense, conosciuta principalmente per la canzone One of Us.

## Biografia
Originaria di Anchorage (sobborgo benestante di Louisville, Kentucky), si trasferisce a New York verso la fine degli anni ottanta, dove dà vita alla propria etichetta discografica, Womanly Hips, per la distribuzione di alcune registrazioni indipendenti prima di firmare con la Mercury Records.
Il suo secondo album (il primo distribuito dalle major) è Relish, che diventa un successo grazie al singolo One of Us (ripreso nel 1996 da Eugenio Finardi nella versione italiana Uno di noi). La canzone è molto più orientata verso il pop rispetto al resto dell'album, che è molto incline ai generi country, blues e folk. Right Hand Man e St. Teresa sono singoli minori che seguono il successo ottenuto con One of Us, e la fama di Joan Osborne cresce significativamente con la sua partecipazione al Lilith Fair.
Con questo si posiziona nella stessa scuola di cantautrici come Tori Amos e Sarah McLachlan. Il suo terzo album di studio Righteous Love, ha subìto lunghi ritardi nella pubblicazione e, nonostante il plauso della critica, il disco sarà praticamente ignorato dal grande pubblico e dalle radio mainstream, facendo così divenire Joan una "one hit wonder".
Osborne ha partecipato nel 2002 al film Standing in the Shadows of Motown ed è stata in tour con i The Funk Brothers. Insieme con la sua band ha accompagnato le Dixie Chicks per un tour nazionale nell'estate 2003, durante il quale si è unita ai veterani jam-rockers di San Francisco The Dead (vedi Grateful Dead) come cantante, ed ha pubblicato il suo terzo album, How Sweet It Is, una collezione di cover di classici brani rock e soul.
Durante il 2005 ed il 2006 ha eseguito diverse performance con il gruppo Phil Lesh and Friends.
Nell'album solista di Vivian Campbell Two Sides Of If Joan Osborne canta come voce principale la reinterpretazione di "Spoonful".
Fra le sue cover figura quella di My Back Pages, di Bob Dylan, cantata in versione folk in coppia con Jackson Browne.
Nel 2006 il gruppo folk Blackmore's Night (attuale progetto di Ritchie Blackmore) esegue una reinterpretazione del brano St. Teresa all'interno dell'album The Village Lanterne.
Nel 2017 pubblica un album, "Songs of Bob Dylan", in cui esegue 13 brani di Bob Dylan.

## Discografia

### Album studio
- Relish (1995)
- Early Recordings (1996)
- Righteous Love (2000)
- How Sweet It Is (2002)
- One of Us (2005)
- Christmas Means Love (2005)
- Pretty Little Stranger (2006)
- Breakfast in Bed (2007)
- Little Wild One (2008)
- Bring It On Home (2012)
- Love & Hate (2014)
- Song of Bob Dylan (2017)

### Live
- 1991 - Soul Show: Live at Delta 88
- 1996 - Early Recordings

### Cover in italiano
- 1996 - Uno di noi è la versione in italiano di One of us, tradotta e cantata da Eugenio Finardi, pubblicata nell'album Occhi.